# Stephan von Somogyi

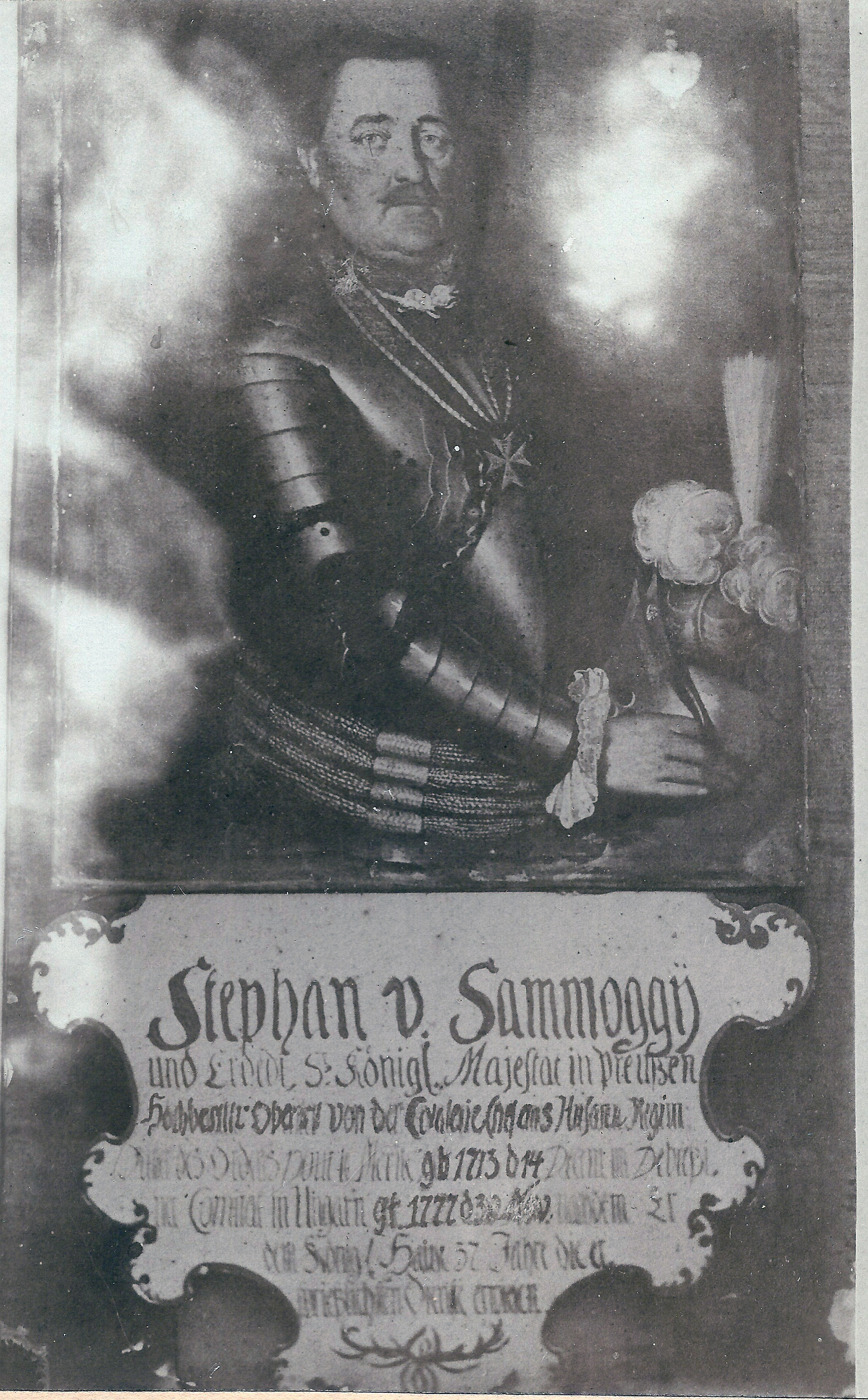
Stephan von Somogyi

Stephan von Somogyi, auch Samogy (* 14. Dezember 1713 in Debrecen, Ungarn; † 30. November 1777 in Pitschen) war königlich preußischer Generalmajor und Chef des Brandenburgischen Husarenregiments Nr. 3.

## Leben
Somogyi war zuerst Unteroffizier in österreichischen Diensten, trat dann aber im Oktober 1741 in den preußischen Dienst in das Regiment der Rueschen Husaren ein. Im Januar 1742 wurde er bereits Kornett beim Regiment der Schwarzen Husaren, 1743 Sekondeleutnant, am 8. Januar 1744 Premierleutnant und am 7. August 1745 Stabs-Rittmeister. Am 27. November 1748 wurde er zum Husaren-Regiment von Zieten (2. rotes) versetzt, 1758 Major und 1763 Kommandeur des Husaren-Regiments von Möhring (3. weißes). Schließlich wurde er nach Auskunft der Regimentstafel in Bernstadt (Niederschlesien) stationiert und 1773 Oberst und Chef des Regiments, das dann von Köhler hieß. Er starb im Rang eines preußischen Generalmajors und Chef des Husarenregiments (Brandenburgisches) Nr. 3. Er wurde in der Kirche von Pitschen begraben.
Über seine Person heißt es in der Lebensbeschreibung des Hans Joachim von Zieten (3. verbesserte Auflage): "Er starb als General-Majar und Chef des Husaren-Regiments No.3. Seinen Ruhm hatte er sich bei dem von Zieten erworben und der König Friedrich, den er als geborner Ungar in halbteutscher Sprache Du nannte, liebte ihn sehr. Er wurde in der Folge von dem Monarchen bei jeder schlesischen Revue mit einigen Dutzend Bouteilllen Champagner-Wein beschenkt; den als der König ihn einmal bei seiner Tafel nach der Güte seiner Weine frug und ob sie ihm schmeckten? antwortete der freimütige General: „Du Majestät! Dein Champagner ist gut, Dein Unger-Wein aber taugt nichts- alt Samogy hat ihn besser.“
Für seine Verdienste wurde er mit dem Orden Pour le Mérite ausgezeichnet.

## Familie
Somogyi entstammt einem Adelsgeschlecht aus Ungarn, das seine Ursprünge im Szeklerland hatte. Er heiratete am 7. Juli 1744 Helene Tugendreich von Königsegg († 1789 in Pitschen). Er hatte mehrere Kinder, darunter zwei Töchter, die im Jahr 1774 die Rittmeister Friedrich Karl von Paczensky und von Goetzen heirateten. Sein Sohn Ludwig (* 1745; 7. Februar 1803) war 1783 Leutnant im Husaren-Regiment Nr. 3, er wurde Oberstleutnant und heiratete Antonia von Paczensky (*173; † 7. November 1839). Die Familie war auch später noch im Ort ansässig.

## Wappen
In rotem Felde befindet sich ein geharnischter Ritter mit gezücktem Schwerte, auf dessen Spitze der Kopf eines Türken mit silbernem Turban aufgespießt ist; auf dem Helm des Ritters befinden sich drei silberne Straußenfedern. Das Kleinod über dem Helm wiederholt die Schildesfigur wachsend aus einer Krone. Die Decken sind rot-silbern.

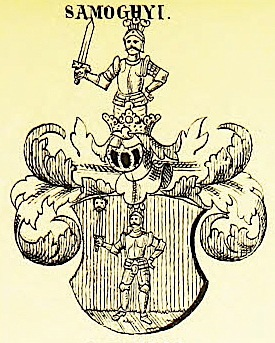